# Frontul I Belarus
Frontul I Belarus (sau Bielorus) a fost o subdiviziune milirară a Armatei Roșii în timpul celui de-al doilea război mondial.
Frontul Bielorus a fost creat pe 20 octombrie 1943 prin schimbarea numelui Frontului Central. A fost redenumit Frontul I Bielorus pe 17 februarie 1944 odată cu crearea Fronturilor al II-lea și al III-lea Bielorus.
Frontul a luat parte la mai multe mari operațiuni militare sovietice: Operațiunea Bagration, Ofensiva Lublin-Brest, Operațiunea Rogacev-Jlobin, Operațiunea Bobruisk, Ofensiva Vistula-Oder, Operațiunea Varșovia-Poznan, Bătălia Berlinului
De asemenea, Armatele a 8-a de Gardă, a 27-a, a 47-a, a 65-a, a 69-a și a 70-a au luat parte alături de Armata I poloneză la bătălia de la Radzymin (1944).
După încheierea războiului, pe structura de comandă frontului a fost transformată în structura de comandă a Grupului forțelor sovietice din Germania.

## Frontul I Bielorus sub comanda Mareșalului Jukov
Mareșalul Gheorghi Jukov a fost numit la comanda frontului pentru ultimele două ofensive importante ale celui de-al doilea război mondial. După cucerirea Poloniei și a Prusiei Orientale (ianuarie – martie 1944), sovieticii au trecut la o reamplasare de amploare a forțelor lor în primele două săptămâni din luna aprilie. Frontul I Bielorus a fost amplasat de-a lungul râului Oder de la Frankfurt an der Oder în sud până la Marea Baltică. În locul lui a fost transferat Frontul al II-lea Bielorus. În timpul acestui transfer de unități, au apărut discontinuități ale liniei ofensive sovietice prin care resturile Armatei a 2-a germane, care fusese încercuită într-o pungă lângă Danzig, au reușit să se strecoare la vest de Oder. 
În primele ore ale zilei de 16 aprilie a început operațiunea pentru cucerirea Berlinului. De asemenea, trupele sovietice aveau ca obiectiv și atingerea aliniamentului râului Elba și joncțiunea cu trupele Aliaților occidentali. Luptele pentru cucerirea Berlinului au început cu asaltul colinelor Seelow de Frontul I Bielorus (Gheorghi Jukov) și de Frontul I Ucrainean (Ivan Konev). După lupte extrem de grele, Frontul I Bielorus a reușit să străpungă liniile defensive germane după 3 zile de atacuri neîntrerupte și să se apropie de suburbiile Berlinului. Pe 22 aprilie, Frontul I Bielorus a străpuns apărarea germană în nordul și estul capitalei și a pătruns în oraș. încercuirea Berlinului a fost definitivată pe 25 aprilie, când cele două fronturi sovietice au făcut joncțiunea la Kietzen, în vestul orașului. După lupte grele de stradă, în care atacatorii au fost nevoiți să cucerească fiecare casă în parte, comandantul garnizoanei Berlinului, generalul Helmuth Weidling, a capitulat necondiționat și a predat orașul generalului Ciuikov la ora 15:00, ora locală, pe ziua de 2 mai. Pe 8 mai, după ceremonia de semnare a capitulării necondiționate, războiul a încetat în mod oficial în Europa.

## Comandanți
- Constantin Rokossovski (continuând la de la comanda Frontului Central):  octombrie 1943-noiembrie 1944
- Gheorghi Jukov: noiembrie 1944-iunie 1945

## Commisari
- Constantin Teleghin (în continuare de la Frontul Central): octombrie 1943-mai 1944; noiembrie 1944-iunie 1945
- Nicolai Bulganin: mai 1944-noiembrie 1944

## Cronologie

### 1943
- 20 octombrie: înființare

### 1944
- 17 februarie: redenumit ca Frontul I Bielorus
- 26 iunie: atacul de la Bobruisk – 40.000 de soldați germani încercuiți din Corpul Panzer al 41-lea (Armata a 9-a);
- 18 iulie-2 august: Ofensiva Lublin-Brest
- 2 august - 30 septembrie: eliberarea regiunii de la est de Vistula;
  - 14 septembrie: cu sprijinul forțelor poloneze cucerește suburbia Praga a orașului Varșovia;
- noiembrie: mareșalul Gheorghe Jukov a fost numit la comanda frontului.

### 1945
- 13 ianuarie: începe ofensiva spre Pillkallen în Prusia Răsăriteană;
- 14 ianuarie: continuă atacurile la sud de Varșovia folosind două capete de pod;
- 24 ianuarie: Fronturile I și II Bielorus lansează atacul în Pomerania;
- 25 ianuarie: asediază orașul fortificat Posen și garnizoana sa de  66.000 de germani; grosul trupelor continuă înaintarea în ritmul de 80 km pe zi;
- 31 ianuarie: atinge malurile Oder la nord de Küstrin și cucerește un cap de pod pe malul vestic al râului la numai 60 km de Berlin;
- 1 februarie: încercuiește orașul fortificat Küstrin.
- 2 februarie: atinge malurile Oderului la sud de Frankfurt;
- 6 februarie: toate forțele germane de pe malul estic al Oderului sunt anihilate;
- 23 februarie: după o lună de asediu este cucerit Posenul;
- 4 martie: sunt străpunse liniile defensive germane la Stargard și începe atacul spre Stettin. Este stabilit un nou cap de pod peste Oder la sud de Frankfurt.
- 27 martie: se declanșează luptele pentru cucerirea Danzigului;
- 28 martie: este cucerit orașul Gotenhafen la nord de Danzig;
- 29 martie: orașul fortificat Küstrin este cucerit după un asediu de aproape o lună;
- 30 martie: este cucerit Danzigul:
- 16 aprilie: Fronturile I Bielorus și I Ucrainean declanșează ofensiva finală pentru cucerirea orașului Berlin de pe pozițiile de plecare de pe Linia Oder-Neisse.
- 17 aprilie: asaltul Frontului I Bielorus este stopat de rezistența tenace germană pe colinele Seelow, la 3 km vest de Oder;
- 19 aprilie: este străpunsă apărarea germană de pe colinele Seelow și reîncepe înaintarea rapidă spre Berlin;
- 22 aprilie: liniile defensive berlineze sunt străpunse în nordul și estul orașului;
- 25 aprilie: unitățile Fronturilor I Bielorus și I Ucrainean fac joncțiunea Kietzen – Berlinul este încercuit definitiv de Armata Roșie;
- 30 aprilie: Mareșalul Jukov refuză să accepte un armistițiu cerut de apărătorii Berlinului și pretinde capitularea necondiționată a orașului;
- 2 mai Helmuth Weidling, comandantul garnizoanei Berlinului, se întâlnește cu generalul Vasili Ciuikov și acceptă termenii capitulării necondițonate a capitalei germane. Garnizoana germană capitulează la ora locală 15:00;
- 8 mai: are loc ceremonia capitulării la Rheims, cartierul general al Aliaților occidentali:
- 9 mai: are loc ceremonia capitulării la Karlshorst, cartierul general al mareșalului Jokov;
- 10 iunie: Frontul I Bielorus este demobilizat. Structura sa de comandă se va transforma în structura sa de comandă a Grupului forțelor sovietice din Germania.